# Gõ kiến xám
Mulleripicus pulverulentus là một loài chim trong họ Picidae. Loài này được tìm thấy tại tiểu lục địa Ấn Độ và Đông Nam Á.